# USS Chicago (CG-11)
O USS Chicago foi um cruzador operado pela Marinha dos Estados Unidos. Sua construção começou em julho de 1943 no Estaleiro Naval da Filadélfia na Pensilvânia e foi lançado ao mar em agosto de 1944, sendo comissionado na frota norte-americana em janeiro do ano seguinte. Ele foi inicialmente construído como o décimo quarto e último cruzador pesado da Classe Baltimore e armado com uma variedade de canhões, mas posteriormente foi convertido no segundo cruzador de mísseis guiados da Classe Albany equipado com diferentes tipos de lançadores de mísseis.
O Chicago entrou em serviço no final da Segunda Guerra Mundial e foi enviado para servir na Guerra do Pacífico, com as únicas operações que participou sendo duas ações de bombardeio litorâneo no Japão em julho. A guerra terminou em agosto e o cruzador envolveu-se em operações de ocupação pelo Sudoeste Asiático até ser descomissionado em junho de 1947. Ele permaneceu inativo na reserva até 1959, quando foi levado para passar por uma ampla reconstrução que o transformou em um cruzador de mísseis guiados. Foi recomissionado na frota no início de maio de 1964.
Participou de várias operações durante a Guerra do Vietnã entre 1966 e 1972, com suas atividades consistindo principalmente no monitoramento e rastreamento de aeronaves inimigas com seus radares, repassando as informações para aviões norte-americanos. Depois da guerra o Chicago passou os anos seguintes ocupando-se de exercícios de treinamento de rotina com a frota pela região do Sudeste Asiático e Oceano Pacífico. A embarcação foi descomissionada novamente em março de 1980, permanecendo na reserva até ser enviado para desmontagem em 1991.